# Mark Chamberlain
Mark Valentine Chamberlain (Stoke-on-Trent, 19 novembre 1961) è un ex calciatore e allenatore di calcio inglese di ruolo centrocampista.

## Biografia
Anche suo figlio Alex è un calciatore.

## Carriera

### Club
Ha sempre giocato nel campionato inglese.

### Nazionale
Conta 8 presenze e una rete con la maglia della nazionale inglese.